# Balaguerara
×Balaguerara, abreviado Blga en el comercio, es un híbrido intergenérico entre los géneros de orquídeas Broughtonia × Epidendrum × Laeliopsis × Tetramicra. Fue publicado en Orchid Rev. 105: 62 (1997).